# Night Rider
Night Rider ("Jinete nocturno") es una canción compuesta por Doc Pomus y Mort Shuman interpretada por Elvis Presley cuya grabación fue incluida en el álbum Pot Luck en 1962.  Para el mercado europeo RCA editó el tema como disco sencillo junto a Kiss Me Quick en su cara A.  Night Rider ingresó a la lista de éxitos de Bélgica Ultratop alcanzando el puesto # 29.  En 1965 la canción fue seleccionada para la banda de sonido de la película Tickle Me. 

## Grabación
Night Rider provino de una serie de sesiones de grabación que Elvis había tenido en el legendario Estudio B de la RCA en Nashville, Tennessee y que en su conjunto sumadas a Steppin' Out Of Line, la cual surgió de las sesiones de la banda sonora Blue Hawaii en Radio Recorders, dieron forma al álbum Pot Luck, 
El crecimiento interpretativo de Elvis ya comenzaba a ser notorio para estas sesiones y dejaba en claro la madurez y la versatilidad de su voz para lograr abarcar géneros musicales diferentes, en este caso, Night Rider resulta ser una mezcla de rock and roll con el género A Go-Gó. 

### Músicos
- Elvis Presley - voz
- Jerry Kennedy - guitarra eléctrica
- Scotty Moore - guitarra eléctrica
- Bob Moore - bajo
- Floyd Cramer - piano
- Boots Randolph - saxofón
- Buddy Harman - batería

#### Tomas alternativas
- D. J. Fontana - batería

## Letra
La letra hace mención de un escurridizo jinete que aparece cuando luego de la puesta del sol y permanece vigilando entre los árboles con la posible fijación de acechar a la novia del narrador y llevársela, aunque el verdadero propósito de tal intención no está del todo claro. Aún así este le advierte a su chica que debe de estar alerta por si ese sujeto pareciera. 
| Night rider, night rider He came riding to town As the sun was going down Saw my baby and he smiled her heart away Now what will I do todayCautioned my baby to stay at home Not to leave mama's side She laughed when I told her take care, take care Or you'll share in his midnight ride | Jinete nocturno, jinete nocturno Llegó cabalgando al pueblo Al atardecer Vio a mi chica y le sonrió con fuerza ¿Qué haré hoy?Le advertí a mi chica que se quedara en casa Que no se separara de madre Se rió cuando le dije que se cuidara, que se cuidara O compartirás su paseo nocturno |

## Ediciones
- Pot Luck (álbum) RCA 1962 [5]
- Kiss Me Quick / Night Rider (sencillo)  RCA Victor 1963 [7]
- The Complete Elvis Presley Masters (colección) RCA Records / Legacy Recordings 2010 [8]